# Lista de vice-presidentes do Brasil

Bandeira vice-presidencial do Brasil

Esta lista de vice-presidentes do Brasil compreende todas as pessoas que exerceram o cargo desde a Proclamação da República, em 15 de novembro de 1889. A lista inclui também aqueles que, tendo sido eleitos, não exerceram o mandato por morte ou impedimento.
O cargo de vice-presidente da República foi criado em 24 de fevereiro de 1891, com a promulgação da Constituição de 1891, e foi extinto durante a Era Vargas, pelas constituições de 1934 e 1937, que davam mais poderes ao presidente. O cargo foi restaurado pela Constituição de 1946 e novamente extinto entre 1961 e 1963, durante o breve período parlamentarista no Brasil. Desde então, foi novamente restabelecido e mantido nas duas constituições subsequentes.
Até 1963, o vice-presidente da República acumulava também a função de presidente do Senado Federal e, entre 1967 e 1969, exerceu a presidência do Congresso Nacional. A partir de 1964, o vice-presidente passou a ser eleito em chapa conjunta com o presidente da República, para evitar a eleição de um vice-presidente pertencente a um partido de oposição.
| Nº | Vice-presidente | Fotografia | Período do mandato (duração do mandato)                                                                            | Partido | Presidente | Eleição | Notas e referências                                                                                                |
| Primeira República (República Velha) (15 de novembro de 1889 a 24 de outubro de 1930 – 40 anos, 11 meses e 9 dias)    | Primeira República (República Velha) (15 de novembro de 1889 a 24 de outubro de 1930 – 40 anos, 11 meses e 9 dias) | Primeira República (República Velha) (15 de novembro de 1889 a 24 de outubro de 1930 – 40 anos, 11 meses e 9 dias) | Primeira República (República Velha) (15 de novembro de 1889 a 24 de outubro de 1930 – 40 anos, 11 meses e 9 dias) | Primeira República (República Velha) (15 de novembro de 1889 a 24 de outubro de 1930 – 40 anos, 11 meses e 9 dias) | Primeira República (República Velha) (15 de novembro de 1889 a 24 de outubro de 1930 – 40 anos, 11 meses e 9 dias) | Primeira República (República Velha) (15 de novembro de 1889 a 24 de outubro de 1930 – 40 anos, 11 meses e 9 dias) | Primeira República (República Velha) (15 de novembro de 1889 a 24 de outubro de 1930 – 40 anos, 11 meses e 9 dias) |
| --- | --- | --- | --- | --- | --- | --- | --- |
| Cargo inexistente | Cargo inexistente                                                                                                  | Cargo inexistente                                                                                                  | 15 de novembro de 1889 – 26 de fevereiro de 1891 (1 ano e 103 dias)                                                | – | Deodoro da Fonseca                                                                                                 | – | [ nota 1 ] |
| 1 | Floriano Peixoto                                                                                                   | | 26 de fevereiro de 1891 – 23 de novembro de 1891 (270 dias)                                                        | Nenhum | Deodoro da Fonseca                                                                                                 | 1891 | [ nota 1 ] [ nota 2 ] [ 5 ] [ 6 ] [ 7 ]                                                                            |
| Cargo vago | Cargo vago | Cargo vago | 23 de novembro de 1891 – 15 de novembro de 1894 (2 anos e 357 dias)                                                | – | Floriano Peixoto                                                                                                   | – | [ nota 2 ] |
| 2 | Manoel Victorino                                                                                                   | | 15 de novembro de 1894 – 15 de novembro de 1898 (4 anos)                                                           | PR Federal | Prudente de Moraes                                                                                                 | 1894 | [ nota 3 ] [ 8 ] [ 9 ]                                                                                             |
| 3 | Rosa e Silva | | 15 de novembro de 1898 – 15 de novembro de 1902 (4 anos)                                                           | PR Federal | Campos Salles | 1898 | [ 10 ] [ 11 ] |
| — | Silviano Brandão                                                                                                   | | Morreu antes de tomar posse                                                                                        | PRM | Rodrigues Alves | 1902 | [ nota 4 ] [ 12 ] [ 13 ]                                                                                           |
| Cargo vago | Cargo vago | Cargo vago | 15 de novembro de 1902 – 25 de junho de 1903 (222 dias)                                                            | – | Rodrigues Alves | – | [ nota 4 ] |
| 4 | Affonso Penna | | 25 de junho de 1903 – 15 de novembro de 1906 (3 anos e 143 dias)                                                   | PRM | Rodrigues Alves | 1903 | [ nota 4 ] [ 14 ] [ 15 ] [ 16 ]                                                                                    |
| 5 | Nilo Peçanha | | 15 de novembro de 1906 – 14 de junho de 1909 (2 anos e 211 dias)                                                   | PRF | Affonso Penna | 1906 | [ nota 5 ] [ 17 ] [ 18 ] [ 19 ]                                                                                    |
| Cargo vago | Cargo vago | Cargo vago | 14 de junho de 1909 – 15 de novembro de 1910 (1 ano e 154 dias)                                                    | – | Nilo Peçanha | – | [ nota 5 ] |
| 6 | Wenceslau Braz | | 15 de novembro de 1910 – 15 de novembro de 1914 (4 anos)                                                           | PRM | Hermes da Fonseca                                                                                                  | 1910 | [ 20 ] [ 21 ] |
| 7 | Urbano Santos | | 15 de novembro de 1914 – 15 de novembro de 1918 (4 anos)                                                           | PRM | Wenceslau Braz | 1914 | [ 22 ] [ 23 ] |
| 8 | Delfim Moreira | | 15 de novembro de 1918 – 1º de julho de 1920 (1 ano e 229 dias)                                                    | PRM | Rodrigues Alves | 1918 | [ nota 6 ] [ nota 7 ] [ 24 ] [ 25 ] [ 26 ] [ 27 ]                                                                  |
| 8 | Delfim Moreira | Ele mesmo | 15 de novembro de 1918 – 1º de julho de 1920 (1 ano e 229 dias)                                                    | PRM | | 1918 | [ nota 6 ] [ nota 7 ] [ 24 ] [ 25 ] [ 26 ] [ 27 ]                                                                  |
| 8 | Delfim Moreira | Epitacio Pessôa | 15 de novembro de 1918 – 1º de julho de 1920 (1 ano e 229 dias)                                                    | PRM | | 1918 | [ nota 6 ] [ nota 7 ] [ 24 ] [ 25 ] [ 26 ] [ 27 ]                                                                  |
| Cargo vago | Cargo vago | Cargo vago | 1º de julho de 1920 – 11 de novembro de 1920 (133 dias)                                                            | – | Epitacio Pessôa | – | [ nota 7 ] |
| 9 | Bueno de Paiva | | 11 de novembro de 1920 – 15 de novembro de 1922 (2 anos e 4 dias)                                                  | PRM | Epitacio Pessôa | 1920 | [ nota 7 ] [ 28 ] [ 29 ]                                                                                           |
| — | Urbano Santos | | Morreu antes de tomar posse                                                                                        | PRM | Arthur Bernardes                                                                                                   | 1922 | [ nota 8 ] [ 22 ] [ 30 ]                                                                                           |
| 10 | Estacio Coimbra | | 15 de novembro de 1922 – 15 de novembro de 1926 (4 anos)                                                           | PR | Arthur Bernardes                                                                                                   | 1922 | [ nota 8 ] [ 31 ] [ 32 ] [ 33 ]                                                                                    |
| 11 | Fernando de Mello Vianna                                                                                           | | 15 de novembro de 1926 – 24 de outubro de 1930 (3 anos e 343 dias)                                                 | PRM | Washington Luis | 1926 | [ nota 9 ] [ 34 ] [ 35 ] [ 36 ]                                                                                    |
| — | Vital Soares | | Não assumiu em razão da Revolução de 1930                                                                          | PRB | Julio Prestes | 1930 | [ nota 10 ] [ 37 ] [ 38 ]                                                                                          |
| Segunda e Terceira República (Era Vargas) (24 de outubro de 1930 a 31 de janeiro de 1946 – 15 anos, 3 meses e 7 dias) | | | | | | | |
| Cargo vago | Cargo vago | Cargo vago | 24 de outubro de 1930 – 31 de janeiro de 1946 (15 anos e 99 dias)                                                  | – | Junta Governativa Provisória de 1930                                                                               | – | [ nota 12 ] |
| Cargo extinto | Cargo extinto | Cargo extinto | 24 de outubro de 1930 – 31 de janeiro de 1946 (15 anos e 99 dias)                                                  | – | Getulio Vargas | – | [ nota 12 ] |
| Cargo extinto | Cargo extinto | Cargo extinto | 24 de outubro de 1930 – 31 de janeiro de 1946 (15 anos e 99 dias)                                                  | – | José Linhares | – | [ nota 12 ] |
| Quarta República (República Populista) (31 de janeiro de 1946 a 2 de abril de 1964 – 18 anos, 2 meses e 2 dias)       | | | | | | | |
| Cargo extinto | Cargo extinto | Cargo extinto | 31 de janeiro de 1946 – 19 de setembro de 1946 (231 dias)                                                          | – | Gaspar Dutra | – | [ nota 12 ] |
| 12 | Nereu Ramos | | 19 de setembro de 1946 – 31 de janeiro de 1951 (4 anos e 134 dias)                                                 | PSD | Gaspar Dutra | 1946 | [ nota 12 ] [ 39 ] [ 40 ]                                                                                          |
| 13 | Café Filho | | 31 de janeiro de 1951 – 24 de agosto de 1954 (3 anos e 205 dias)                                                   | PSP | Getulio Vargas | 1950 | [ nota 14 ] [ 41 ] [ 42 ] [ 43 ]                                                                                   |
| Cargo vago | Cargo vago | Cargo vago | 24 de agosto de 1954 – 31 de janeiro de 1956 (1 ano e 160 dias)                                                    | – | Café Filho | – | [ nota 14 ] |
| Cargo vago | Cargo vago | Cargo vago | 24 de agosto de 1954 – 31 de janeiro de 1956 (1 ano e 160 dias)                                                    | – | Carlos Luz | – | [ nota 14 ] |
| Cargo vago | Cargo vago | Cargo vago | 24 de agosto de 1954 – 31 de janeiro de 1956 (1 ano e 160 dias)                                                    | – | Nereu Ramos | – | [ nota 14 ] |
| 14 | João Goulart | | 31 de janeiro de 1956 – 2 de setembro de 1961 (5 anos e 214 dias)                                                  | PTB | Juscelino Kubitschek                                                                                               | 1955 | [ nota 15 ] [ nota 16 ] [ 44 ] [ 45 ] [ 46 ] [ 47 ] [ 48 ] [ 49 ]                                                  |
| 14 | João Goulart | Jânio Quadros | 31 de janeiro de 1956 – 2 de setembro de 1961 (5 anos e 214 dias)                                                  | PTB | 1960 | | [ nota 15 ] [ nota 16 ] [ 44 ] [ 45 ] [ 46 ] [ 47 ] [ 48 ] [ 49 ]                                                  |
| 14 | João Goulart | Ranieri Mazzilli                                                                                                   | 31 de janeiro de 1956 – 2 de setembro de 1961 (5 anos e 214 dias)                                                  | PTB | 1960 | | [ nota 15 ] [ nota 16 ] [ 44 ] [ 45 ] [ 46 ] [ 47 ] [ 48 ] [ 49 ]                                                  |
| Cargo extinto | Cargo extinto | Cargo extinto | 2 de setembro de 1961 – 2 de abril de 1964 (2 anos e 213 dias)                                                     | – | Ranieri Mazzilli                                                                                                   | – | [ nota 16 ] |
| Cargo vago | Cargo vago | Cargo vago | 2 de setembro de 1961 – 2 de abril de 1964 (2 anos e 213 dias)                                                     | – | João Goulart | – | [ nota 16 ] |
| Quinta República (Ditadura Militar) (2 de abril de 1964 a 15 de março de 1985 – 20 anos, 11 meses e 13 dias)          | | | | | | | |
| Cargo vago | Cargo vago | Cargo vago | 2 de abril de 1964 – 15 de abril de 1964 (13 dias)                                                                 | – | Ranieri Mazzilli                                                                                                   | – | [ nota 16 ] |
| 15 | José Maria Alkmim                                                                                                  | | 15 de abril de 1964 – 15 de março de 1967 (2 anos e 334 dias)                                                      | PSD | Castello Branco | 1964 | [ nota 20 ] [ 50 ] [ 51 ]                                                                                          |
| 15 | José Maria Alkmim                                                                                                  | ARENA | 15 de abril de 1964 – 15 de março de 1967 (2 anos e 334 dias)                                                      | | Castello Branco | 1964 | [ nota 20 ] [ 50 ] [ 51 ]                                                                                          |
| 16 | Pedro Aleixo | | 15 de março de 1967 – 14 de outubro de 1969 (2 anos e 213 dias)                                                    | ARENA | Costa e Silva | 1966 | [ nota 22 ] [ nota 23 ] [ 52 ] [ 53 ] [ 54 ] [ 55 ]                                                                |
| Cargo vago | Cargo vago | Cargo vago | 14 de outubro de 1969 – 30 de outubro de 1969 (44 dias)                                                            | – | Junta Militar de 1969                                                                                              | – | [ nota 23 ] |
| 17 | Augusto Rademaker                                                                                                  | | 30 de outubro de 1969 – 15 de março de 1974 (4 anos e 136 dias)                                                    | ARENA | Garrastazu Médici                                                                                                  | 1969 | [ nota 24 ] [ 56 ] [ 57 ]                                                                                          |
| 18 | Adalberto Pereira dos Santos                                                                                       | | 15 de março de 1974 – 15 de março de 1979 (5 anos)                                                                 | ARENA | Ernesto Geisel | 1974 | [ nota 25 ] [ 58 ] [ 59 ]                                                                                          |
| 19 | Aureliano Chaves                                                                                                   | | 15 de março de 1979 – 15 de março de 1985 (6 anos)                                                                 | ARENA | João Figueiredo | 1978 | [ nota 27 ] [ 60 ] [ 61 ]                                                                                          |
| 19 | Aureliano Chaves                                                                                                   | PDS | 15 de março de 1979 – 15 de março de 1985 (6 anos)                                                                 | | João Figueiredo | 1978 | [ nota 27 ] [ 60 ] [ 61 ]                                                                                          |
| 19 | Aureliano Chaves                                                                                                   | PFL | 15 de março de 1979 – 15 de março de 1985 (6 anos)                                                                 | | João Figueiredo | 1978 | [ nota 27 ] [ 60 ] [ 61 ]                                                                                          |
| Sexta República (Nova República) (15 de março de 1985 a atualidade – 40 anos, 4 meses e 18 dias)                      | | | | | | | |
| 20 | José Sarney | | 15 de março de 1985 – 21 de abril de 1985 (37 dias)                                                                | PMDB | Tancredo Neves | 1985 | [ nota 30 ] [ 62 ] [ 63 ] [ 64 ]                                                                                   |
| Cargo vago | Cargo vago | Cargo vago | 21 de abril de 1985 – 15 de março de 1990 (4 anos e 328 dias)                                                      | – | José Sarney | – | [ nota 30 ] |
| 21 | Itamar Franco | | 15 de março de 1990 – 29 de dezembro de 1992 (2 anos e 289 dias)                                                   | PRN | Fernando Collor | 1989 | [ nota 32 ] [ nota 33 ] [ 65 ] [ 66 ] [ 67 ] [ 68 ]                                                                |
| 21 | Itamar Franco | Nenhum | 15 de março de 1990 – 29 de dezembro de 1992 (2 anos e 289 dias)                                                   | | Fernando Collor | 1989 | [ nota 32 ] [ nota 33 ] [ 65 ] [ 66 ] [ 67 ] [ 68 ]                                                                |
| Cargo vago | Cargo vago | Cargo vago | 29 de dezembro de 1992 – 1º de janeiro de 1995 (2 anos e 3 dias)                                                   | – | Itamar Franco | – | [ nota 33 ] |
| 22 | Marco Maciel | | 1º de janeiro de 1995 – 1º de janeiro de 2003 (8 anos)                                                             | PFL | Fernando Henrique Cardoso                                                                                          | 1994 | [ nota 35 ] [ 69 ] [ 70 ] [ 71 ]                                                                                   |
| 22 | Marco Maciel | 1998 | 1º de janeiro de 1995 – 1º de janeiro de 2003 (8 anos)                                                             | PFL | Fernando Henrique Cardoso                                                                                          | | [ nota 35 ] [ 69 ] [ 70 ] [ 71 ]                                                                                   |
| 23 | José Alencar | | 1º de janeiro de 2003 – 1º de janeiro de 2011 (8 anos)                                                             | PL | Luiz Inácio Lula da Silva                                                                                          | 2002 | [ nota 37 ] [ 72 ] [ 73 ] [ 74 ] [ 75 ] [ 76 ] [ 77 ]                                                              |
| 23 | José Alencar | PRB | 1º de janeiro de 2003 – 1º de janeiro de 2011 (8 anos)                                                             | 2006 | Luiz Inácio Lula da Silva                                                                                          | | [ nota 37 ] [ 72 ] [ 73 ] [ 74 ] [ 75 ] [ 76 ] [ 77 ]                                                              |
| 24 | Michel Temer | | 1º de janeiro de 2011 – 31 de agosto de 2016 (5 anos e 243 dias)                                                   | PMDB | Dilma Rousseff | 2010 | [ nota 39 ] [ 78 ] [ 79 ] [ 80 ] [ 81 ]                                                                            |
| 24 | Michel Temer | 2014 | 1º de janeiro de 2011 – 31 de agosto de 2016 (5 anos e 243 dias)                                                   | PMDB | Dilma Rousseff | | [ nota 39 ] [ 78 ] [ 79 ] [ 80 ] [ 81 ]                                                                            |
| Cargo vago | Cargo vago | Cargo vago | 31 de agosto de 2016 – 1º de janeiro de 2019 (2 anos e 123 dias)                                                   | – | Michel Temer | – | [ nota 39 ] |
| 25 | Hamilton Mourão | | 1º de janeiro de 2019 – 1º de janeiro de 2023 (4 anos)                                                             | PRTB | Jair Bolsonaro | 2018 | [ nota 41 ] [ 82 ] [ 83 ] [ 84 ]                                                                                   |
| 25 | Hamilton Mourão | Republicanos | 1º de janeiro de 2019 – 1º de janeiro de 2023 (4 anos)                                                             | | Jair Bolsonaro | 2018 | [ nota 41 ] [ 82 ] [ 83 ] [ 84 ]                                                                                   |
| 26 | Geraldo Alckmin | | 1° de janeiro de 2023 – atualidade (2 anos e 213 dias)                                                             | PSB | Luiz Inácio Lula da Silva                                                                                          | 2022 | [ 85 ] [ 86 ] |

## Ex-vice-presidentes vivos
Até o presente momento, três ex-vice-presidentes estão vivos. Em ordem de serviço são:

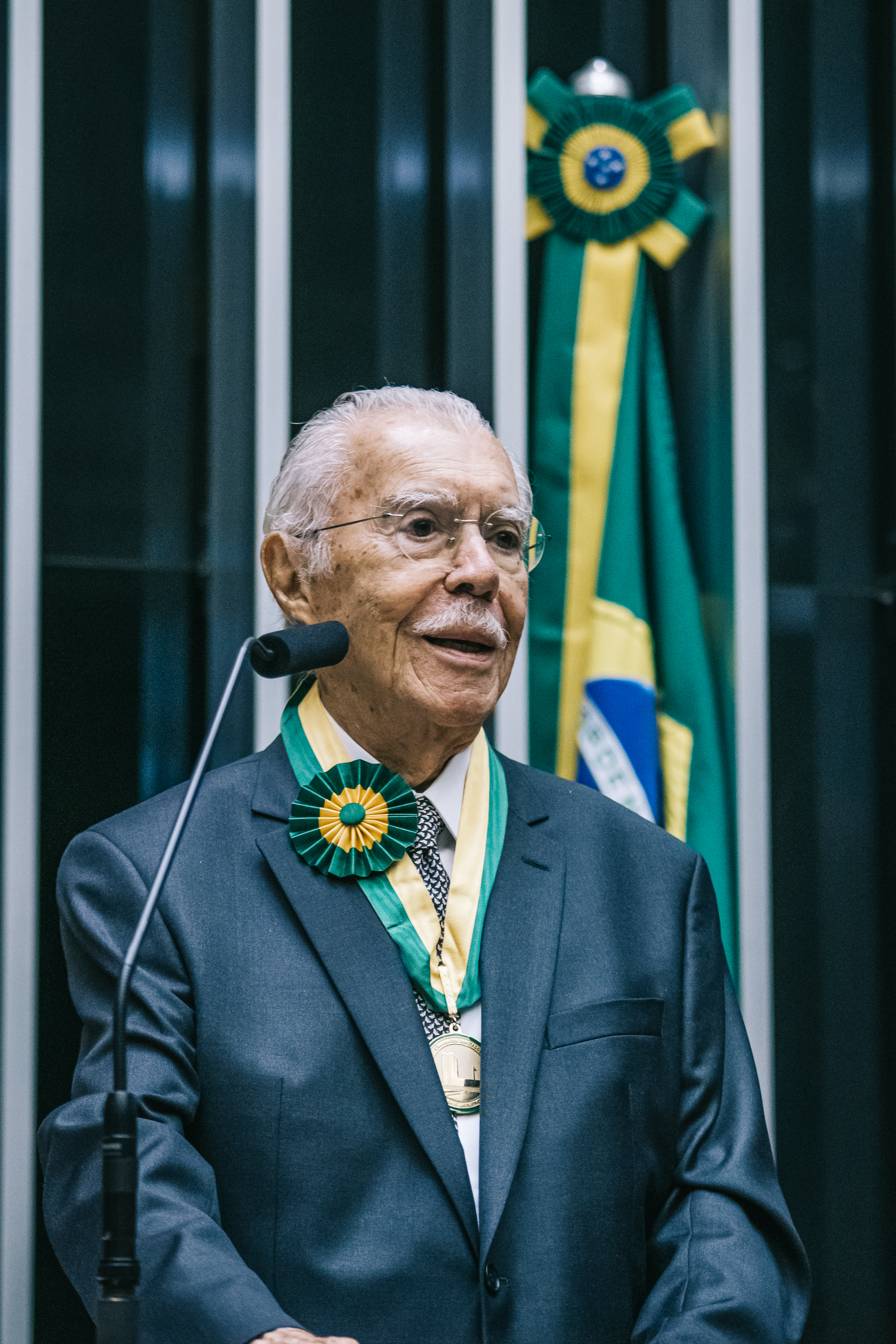
José Sarney Nasceu em: 24  de abril de 1930 (95 anos)
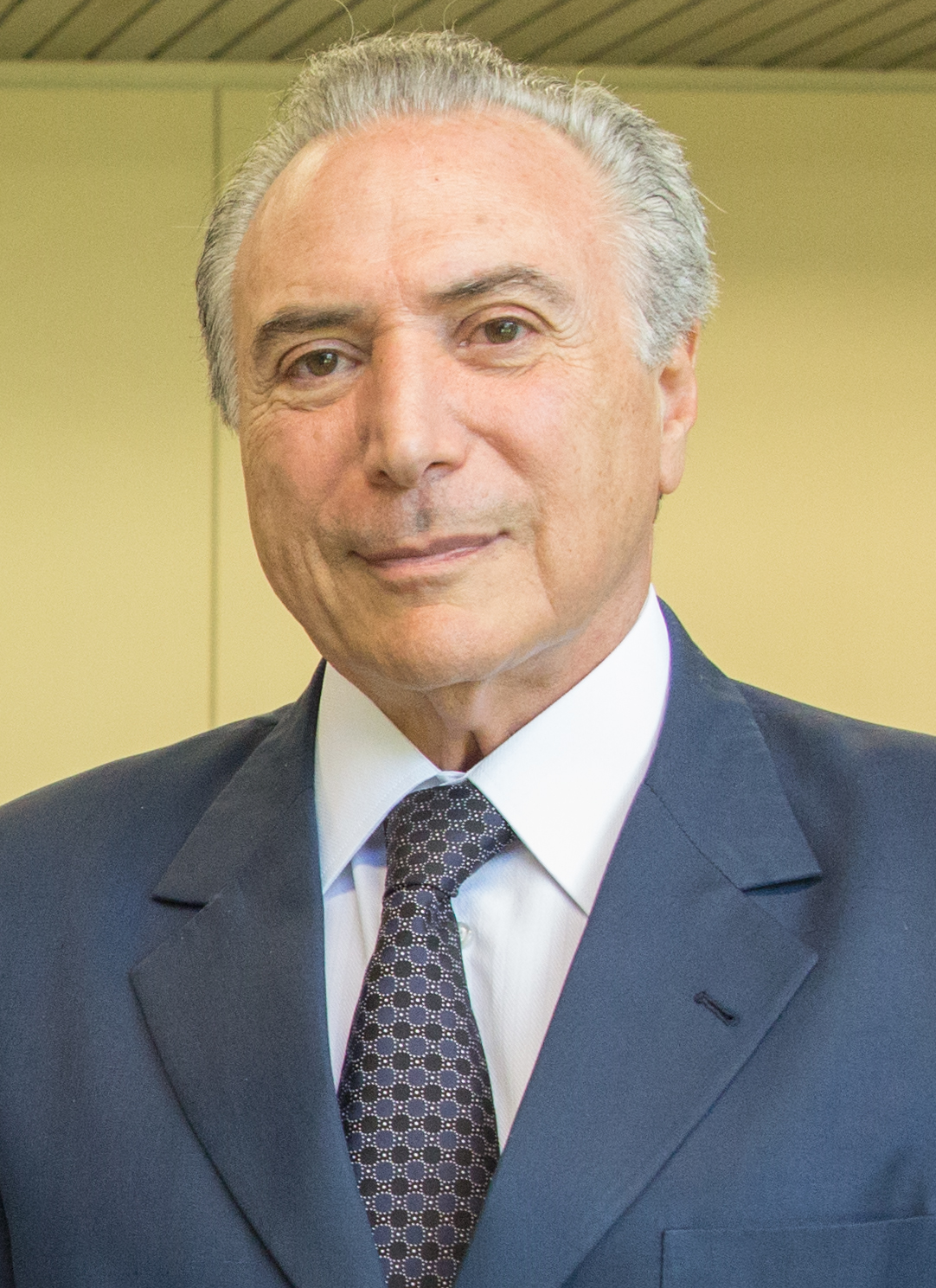
Michel Temer Nasceu em: 23  de setembro de 1940 (84 anos)
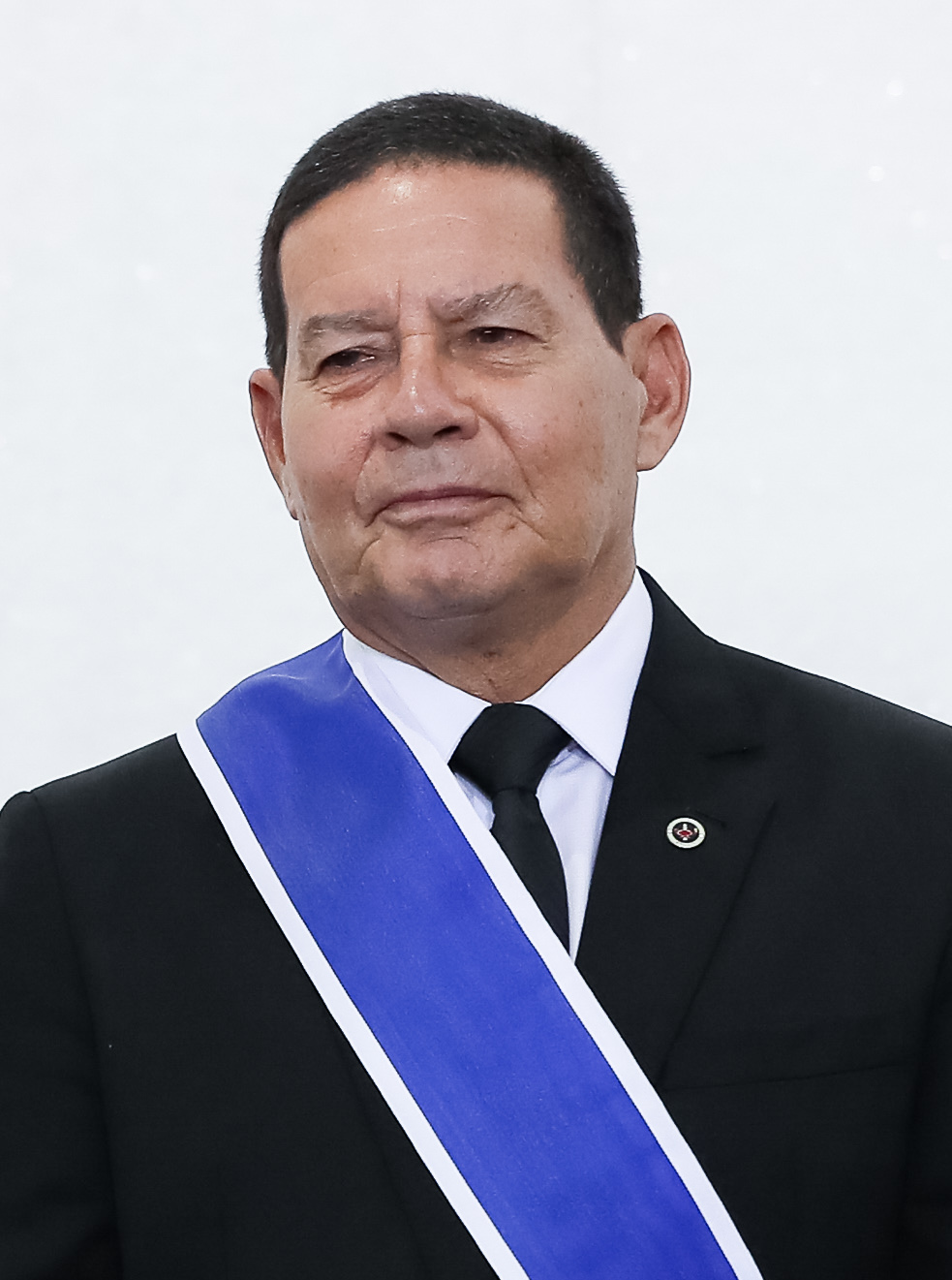
Hamilton Mourão Nasceu em: 15  de agosto de 1953 (71 anos)

O mais recente ex-vice-presidente a falecer foi Marco Maciel, em 12 de junho de 2021, aos 80 anos.